# Arend Baumann (Sänger)
Arend Baumann (* 18. Juli 1944 in Stolpmünde, Pommern; † 9. Juni 2014 in Wentworth Falls, New South Wales, Australien) war ein deutscher Opernsänger (Bass).

## Leben

### Karriere in Deutschland
Arend Baumann, dessen Eltern kurz vor dem Ende des Zweiten Weltkriegs vor der Roten Armee nach Westen geflohen waren, studierte Gesang an der Musikhochschule Frankfurt und war dort 1969 Stipendiat des örtlichen Richard-Wagner-Verbands.
Nach Abschluss seiner Gesangsausbildung erhielt er zur Spielzeit 1973/74 sein erstes Festengagement am Stadttheater Mainz, wo er Partien im seriösen Bass-Fach (z. B. König Heinrich in Lohengrin, Rocco, Sarastro, Daland), aber auch Baßbuffo-Rollen sang, wie Abul Hassan in Der Barbier von Bagdad.
In der Spielzeit 1977/78 debütierte Baumann am Opernhaus Nürnberg als Vincenzo Biscroma in der komischen Oper Viva la Mamma. Im Juli 1978 sang Baumann am Opernhaus Nürnberg den Fafner in Das Rheingold (Regie: Hansgünther Heyme, Dirigent: Hans Gierster) im danach aus Kostengründen abgebrochenen Nürnberger Ring-Zyklus. Ab der Spielzeit 1978/79 war er dann bis zum Ende der Spielzeit 1981/82 als „Seriöser Baß und Spielbaß“ festes Ensemblemitglied am Opernhaus Nürnberg. Er sang dort schwerpunktmäßig das seriöse Bass-Fach im deutschen und italienischen Opern-Repertoire.
Zu seinen Nürnberger Premierenrollen gehörten u. a. Sparafucile (Rigoletto, Spielzeit 1978/79, Regie: Gilbert Deflo), Eremit (Der Freischütz, Spielzeit 1979/80, Regie: Peter Beauvais), Graf Waldner (Arabella, Spielzeit 1980/81, Regie: Hans Neugebauer) und Colline (La Bohème, Premiere: Spielzeit 1981/82, Regie: Gilbert Deflo).
Zu seinen Hauptrollen gehörten u. a. Daland in Der fliegende Holländer (Spielzeiten 1978/79 und 1979/80), Landgraf Hermann in der Tannhäuser-Wiederaufnahme (Spielzeit 1979/80) und König Philipp in Don Carlos. In der Spielzeit 1978/79 sang er den König Arkel in Pelléas et Mélisande. In der Wiederaufnahme der Lohengrin-Inszenierung von Hans-Peter Lehmann übernahm er den König Heinrich (Spielzeit 1979/80, Juni/Juli 1980). In der Spielzeit 1979/80 sang er außerdem alternierend mit Heinz-Klaus Ecker den Kontschak in einer Neuinszenierung von Fürst Igor. In der Spielzeit 1980/81 war er alternierend mit Andreas Camillo Agrelli als Tommaso in Tiefland besetzt.
Als Ensemblemitglied übernahm er im Repertoirebetrieb auch viele kleinere und mittlere Partien, u. a. Hans Schwarz in Die Meistersinger von Nürnberg, Vanuzzi in Die schweigsame Frau (Premiere: Spielzeit 1978/79, Dirigent: Heinrich Bender a. G.), Dottore Grenvil in La Traviata (Premiere: Spielzeit 1981/82, Regie: Jean-Louis Martinoty), Angelotti in Tosca (Premiere: Spielzeit 1981/82, Regie: Götz Fischer) und Mr. Budd in Albert Herring (Premiere: Spielzeit 1980/81, Regie: Uwe Kreyssig). Im Juni 1979 sang er in der Nürnberger Sebalduskirche den Handwerker Adam in der Uraufführung des Mysterienspiels Tempus Dei – des Menschen Zeit von Werner Jacob.
In der Spielzeit 1979/80 gastierte er an der Bayerischen Staatsoper München als König Arkel in Pelléas et Mélisande. Ab der Spielzeit 1982/83 war er bis zum Ende der Spielzeit 1984/85 fest an der Staatsoper Stuttgart engagiert, an der er bereits während seines Nürnberger Engagements mehrfach gastiert hatte. In der Spielzeit 1982/83 gastierte er als König Philipp II. in einer Neuinszenierung von Don Carlos an den Städtischen Bühnen Dortmund.

### Rollen der Moderne
Baumann entwickelte sich während seiner Engagements in Nürnberg und Stuttgart zu einem Spezialisten für Rollen in zeitgenössischen Opern. In der Spielzeit 1979/80 sang er am Opernhaus Nürnberg in Le Grand Macabre den Hofastrologen Astradamors; in dieser Rolle gastierte er mit dem Nürnberger Ensemble im November 1981 auch beim Steirischen Herbst in Graz. Außerdem sang er am Opernhaus Nürnberg den Adjutanten in Hans Werner Henzes Musiktheaterwerk Wir erreichen den Fluß (Premiere: Spielzeit 1980/81, Dirigent: Wolfgang Gayler) und den König von Frankreich in Lear (Premiere: Spielzeit 1981/82, Dirigent: Wolfgang Gayler, mit Fabio Giongo in der Titelpartie). An der Staatsoper Stuttgart gehörte er als Plunkett zur Uraufführungsbesetzung von Henzes Oper Die englische Katze im Juni 1983 bei den Schwetzinger Festspielen. Außerdem war er an der Staatsoper Stuttgart in der Spielzeit 1983/84 der Amonpriester in der Uraufführung von Philip Glass’ Oper Echnaton.

### Karriere in Australien
1984 trat Baumann erstmals in Australien auf. Im August 1984 sang er am „The State Theatre“  bei der Victorian State Opera in Melbourne den König Philipp II. in Don Carlos. Ab 1985 hatte er große Erfolge an der Australian Opera, wo er in den zwanzig Jahren seines Engagements von 1986 bis 2006 in zahlreichen Hauptrollen bei Produktionen am Sydney Opera House mitwirkte.
Er sang Hauptrollen insbesondere in Opern von Mozart, Rossini, Giuseppe Verdi, Giacomo Puccini und Richard Wagner. Zu seinen Rollen gehörten u. a. Sarastro, Doktor Bartolo, Don Basilio, Banquo, Ferrando, Sparafucile, Crespel, König Marke, Pogner, Fürst Gremin und Schigolch.
1992 sang er den Timur in einer Neuproduktion von Turandot. In der australischen Ring-Produktion (1998) war er Hunding in Die Walküre unter der musikalischen Leitung von Jeffrey Tate. Im Frühjahr 1998 sang er Landgraf Hermann in Tannhäuser und der Sängerkrieg auf Wartburg. Von Januar bis Mai 2004 sang er bei der Opera Australia den Daland in Der Fliegende Holländer. Im Frühjahr 2005 sang er die Köchin in einer Inszenierung von Die Liebe zu den drei Orangen. Ab August 2005 übernahm er bei der Opera Australia den Komtur in einer Neuproduktion von Don Giovanni. Operndatenbanken geben als seine letzte Rolle den Sparafucile in Rigoletto im September/Oktober 2006 an.
Als Konzertsänger trat er als Solist in der Glagolitischen Messe von Janáček beim Adelaide Festival, in der Petite Messe solennelle von Rossini an der Victoria State Opera und im Messiah mit der West Australian Symphony auf.
Baumann galt als Sänger mit „starker vokaler und darstellerischer Präsenz“. Seine Stimme ist durch Rundfunkaufnahmen und einige Live-Mitschnitte dokumentiert. Ein Live-Mitschnitt der Oper Die Liebe zu den drei Orangen erschien 2006 auf CD beim Label Chandos.

### Privates
1985 übersiedelte Baumann von Deutschland nach Australien, in die Heimat seiner Ehefrau Alison. Er starb kurz vor seinem 70. Geburtstag „nach schwerer Krankheit“. Er war Vater von zwei Kindern.